# Perdiu de mar menuda
La perdiu de mar menuda (Glareola lactea) és una espècie d'ocell de la família dels glareòlids (Glareolidae) que habita rius tranquils amb bancs de sorra de l'est de l'Afganistan, el Pakistan, l'Índia, Sri Lanka, Myanmar i oest d'Indoxina.